# Metopius clathratus
Metopius clathratus là một loài tò vò trong họ Ichneumonidae.